# Sīāh Gūrāb-e Bālā
Sīāh Gūrāb-e Bālā är en ort i Iran.   Den ligger i provinsen Gilan, i den norra delen av landet, 210 km nordväst om huvudstaden Teheran. Antalet invånare är 211.
Terrängen runt Sīāh Gūrāb-e Bālā är platt åt nordväst, men åt sydost är den kuperad. Terrängen runt Sīāh Gūrāb-e Bālā sluttar norrut. Runt Sīāh Gūrāb-e Bālā är det ganska tätbefolkat, med 155 invånare per kvadratkilometer. Närmaste större samhälle är Lāhījān, 4,8 km sydväst om Sīāh Gūrāb-e Bālā. Omgivningarna runt Sīāh Gūrāb-e Bālā är en mosaik av jordbruksmark och naturlig växtlighet.